# HM (Walsall)
HM is een Brits historisch merk van motorfietsen. Het was de voorloper van het merk NUT. 
De bedrijfsnaam was Hugh Mason, Walsall. 
Hoewel het merk de naam van Hugh Mason kreeg, had Mason het opgezet samen met de wielrenner en fietsenmaker Jack Hall. Ze begonnen in 1906 samen motorfietsen te produceren. In die tijd had het Verenigd Koninkrijk nog nauwelijks bedrijven die zelf in staat waren motorblokken te maken. De reeds bestaande motorfietsmerken gebruikten inbouwmotoren van het Europese vasteland. Dat deden Mason en Hall ook: ze gebruikten motorblokjes van Minerva, De Dion, MMC en andere merken. Waarschijnlijk was er geen sprake van serieproductie, maar bleef het vooral bij prototypen en motorfietsen die op bestelling van klanten mét de gewenste inbouwmotor geproduceerd werden. Erg lang duurde de productie ook niet. Toen Mason in 1911 ging racen gebruikte hij daarvoor een Matchless. 
In 1912 begonnen Sir William Angus, Sanderson & Co. Ltd in Newcastle upon Tyne hun eigen motorfietsmerk NUT (Newcastle Upon Tyne). Ze trokken Hall en Mason aan vanwege hun technische kennis, maar Mason werd ook manager, testrijder en coureur voor het merk. Na de Eerste Wereldoorlog ging NUT failliet, maar Hugh Mason kocht de bedrijfsnaam op en samen met zijn collega-coureur Robert Ellis ging hij aan de overkant van de Tyne nog enkele jaren door met de motorfietsproductie, maar onder de merknaam "NUT". 
- Er was nog een merk met de naam "HM", zie HM (Helsingborg).